# Перісад IV
Перісад IV Філометор (дав.-гр. Παιρισάδης Δ' Φιλομήτωρ; дата народження невідома, — помер близько 145/140 р. до н. е.) — боспорський цар, син Перісада ІІІ та Камасарії Філотекни.
Правив з 170 до н.е./160 до н.е. до смерті 145 до н.е./140 до н.е.. Після його смерті влада перейшла до сина Перісада V, останнього з династії Спартокідів.